# José Francisco Jovel
José Francisco Jovel   (Usulután, 26 de maig de 1951) és un exfutbolista salvadorenc de la dècada de 1970.
Fou internacional amb la selecció del Salvador.
Pel que fa a clubs, destacà a Luis Ángel Firpo i Águila.